# Klaipėda (stacja kolejowa)
Klaipėda – stacja kolejowa w Kłajpedzie, w okręgu kłajpedzkim, na Litwie. Położona jest na linii Kretynga – Kłajpeda – Pojegi.

## Historia
Stacja powstała w XIX w. jako stacja krańcowa drogi zależnej kłajpedzko-wystruckiej. W okresie przynależności Prus Wschodnich do Niemiec nosiła nazwę Memel. W 1915 wybudowano linię na północ od stacji, do okupowanych przez Niemcy terenów Imperium Rosyjskiego.